# Нилмони Пхукан (старший)
Нилмони Пхукан (старший) (ассам. নীলমণি ফুকন; 22 июня 1880, Дибругарх — 20 января 1978) — ассамский писатель
, поэт, редактор, активист движения за независимость Индии, политический деятель, широко известный в ассамской литературе как Багмибор (ассам. বাগ্মীবৰ). Доктор наук.

## Биография
Получил образование Cotton College в Гувахати. Занимался журналистикой. Редактировал ежедневную газету Dainik Batori.
Стипендиат Sahitya Akademi (1973).
Дважды был президентом ассамского литературного общества Ассам Сахитья Сабха (1944, 1947).
Получил докторскую степень в Университете Гувахати.

## Избранные произведения
- Jyotikona (জ্যোতিকণা) (1938),
- Sahiityakola (সাহিত্যকলা) (1940),
- Joya Tirtho (জয়াতীৰ্থ) (1941),
- Chintamoni (চিন্তামনি) (1942),
- Manashi (মানসী) (1943),
- Gutimali (গুটিমালী) (1950),
- Jinjiri (জিঞ্জিৰি) (1951),
- Mahapurusiya Dharma, Omitra (মহাপুৰুষীয়া ধৰ্ম, অমিত্ৰা) (1952),
- Xondhani (সন্ধানী) (1953),
- Xotodhara (শতধাৰা) (1962),
- Mormobani (মৰ্মবাণী) (1963),
- Aahuti (আহুতি),
- Torun Asom (তৰুণ অসম),
- Mora Dalot Kuhipaat (মৰা ডালত কুঁহিপাত) и др.